# Jardines de Winston Churchill (Barcelona)
Los Jardines de Winston Churchill,  (en catalán, oficialmente: Jardins de Winston Churchill)  son un parque urbano de la ciudad de Barcelona, situados en la esquina inferior de la intersección de la Vía Augusta con la Ronda del General Mitre, en el distrito de Sarriá-San Gervasio, y, más concretamente, en el barrio de Las Tres Torres, muy cerca de la estación de los FGC de Las Tres Torres. Inaugurados oficialmente el 15 de diciembre de 2012, con una superficie total de 0,07 hectáreas en forma triangular, contiene parterres de césped, zonas de sablón y pavimento duro, complementado con unos bancos de madera.
El emplazamiento rinde homenaje a Sir Winston Churchill (Woodstock, 1874 -Londres, 1965), político y escritor británico, Primer Ministro del Reino Unido durante la Segunda Guerra Mundial y los años de posguerra, así como Premio Nobel de Literatura en 1953.
Además, en uno de sus extremos, hay una escultura en forma de monolito, del escultor Pep Codón, en su honor, realizada en 2012.

## Escultura a Winston Churchill
En homenaje, se encargó, al artista Pep Codón, una escultura, específicamente un monolito de roca de basalto, de 2,20 metros de altura con la efigie esculpida del primer ministro, ataviado con su característica pajarita. El coste de la pieza artística fue sufragado por la Fundació Catalunya Oberta, como queda recogido, también, en la base circular y metálica de la misma, donde se grabaron las siguientes inscripciones:

Barcelona a Winston Churchill

Donació Fundació Catalunya Oberta, 2012 
Donación Fundación Cataluña abierta, 2012 (traducción al castellano)

## Vegetación
Las especies vegetales plantadas son la abelia (Abelia x grandiflora) , el álamo blanco (Populus amanecer), la hiedra común (Hedera helix), la lantana (Lantana strigocamara), la magnolia (Magnolia grandiflora), la parkinsonia (Parkinsonia aculeata) y la troana (Ligustrum lucidum).

## Historia

### Iniciativa y antecedentes

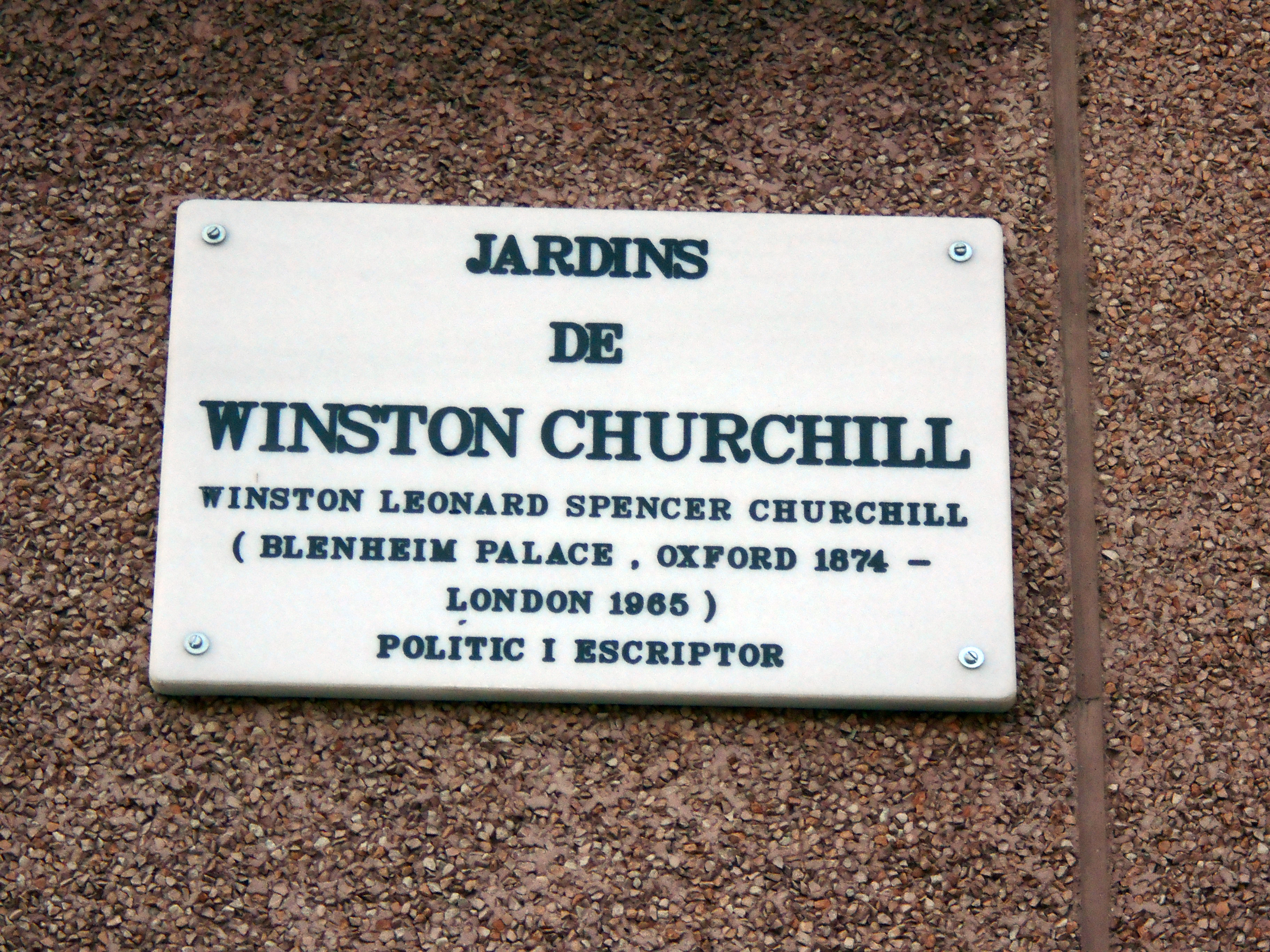
Placa de los Jardines

La ciudad de Barcelona ya disponía de espacios, en sus vías públicas, reservados a destacados y célebres estadistas y políticos internacionales, de diferentes tendencias ideológicas dentro del ámbito de la democracia liberal, como, por ejemplo, a varios presidentes de los Estados Unidos, con la Calle de Washington, la Calle de Lincoln y la Plaza de John F. Kennedy; al canciller de la República Federal Alemana y alcalde de Berlín Occidental con la Plaza de Willy Brandt; o al primer ministro de Suecia con la Plaza de Olof Palme. Si bien, este no era el caso de Winston Churchill.
Concretamente la idea original de que Barcelona dedicara alguna parte de su espacio urbano a la persona de Winston Churchill fue impulsada, en 2005, por la Fundació Catalunya Oberta, de la mano de quien, entonces, era su presidente Joan Guitart, que así lo trasladó, apostando por la situación actual, al alcalde Joan Clos. Si bien llegó a entrar a la ponencia del nomenclador, no tuvo más recorrido. En aquel momento, para aportar agilidad, la Fundación también propuso un espacio alternativo, uno de muy próximo, y sin nombre establecido, en la Plaza de Francesc Macià, conformado por el espacio interior, pero público, entre los edificios Winterthur, Torre Godó, las Viviendas Quinta Avenida de la calle del Conde de Urgell y la edificación que, en aquel momento, era ocupado por El Corte Inglés.
Inicialmente, se quería tenerlo terminado antes de que acabara el 2005, año en que se cumplían los sesenta años del fin de la Segunda Guerra Mundial y los cuarenta años de la muerte de quien había sido primer ministro británico.

### Aprobación por parte del Ayuntamiento de Barcelona
Definitivamente la iniciativa se empezó a materializar cuando el 6 de mayo de 2010, el Consejo Municipal del Distrito de Sarriá-San Gervasio aprobó una propuesta de CiU, y apoyada de forma unánime por el resto de formaciones con representación en el distrito (PSC, ICV-EUiA y PP), de dedicar un espacio público a Winston Churchill, señalando, justamente, la ubicación actual si, antes de acabar 2010, no se  encontraba ninguna otra de más adecuada.
El 8 de marzo de 2012, se trasladó la propuesta al Consejo plenario de la ciudad, siendo aprobada de forma unánime por todas las fuerzas políticas con representación (CiU, PSC-PM, PP, ICV-EUiA y ERC-UpB), de tal forma que, los jardines públicos situados a la esquina inferior de los cruces de la Vía Augusta con la Ronda del General Mitre, históricamente sin ninguna denominación, pasaban a ser oficialmente los Jardines de Winston Churchill.
Paralelamente la Fundación Cataluña Abierta había encargado y sufragado económicamente un monolito al escultor Pep Codón, para que también se incluyera en este espacio.

### Inauguración
El 15 de diciembre de 2012, se inauguraron los jardines con la colocación de la escultura de homenaje, acto presenciado por el alcalde de Barcelona, Xavier Trias; el presidente y el secretario de la Fundación Cataluña Abierta, Joan Oliver y Lluís Prenafeta; la bisnieta del estadista, Jennie Churchill Repard; el cónsul general del Reino Unido en Barcelona, Andrew Gwatkin y miembros de la Guardia Urbana de Barcelona con el uniforme de gala, entre otros.

### Motivos de la dedicación del espacio público
La ciudad de Barcelona, con la dedicación de este espacio público, quiere resaltar, especialmente, el recuerdo y reconocimiento que tuvo el primer ministro británico hacia la capital catalana en el transcurso de la Segunda Guerra Mundial, cuando en el célebre y recordado discurso Esta fue su hora más gloriosa pronunciado en la Cámara de los Comunes, el 18 de junio de 1940,  informó de la toma de París por parte del ejército alemán nazi; ante esta situación, emplazó al conjunto de la ciudadanía británica a la resistencia heroica mostrada por los barceloneses durante los bombardeos aéreos en la ciudad por part del bando franquista durante la guerra civil española. Concretamente, las palabras expresadas fueron las siguientes:

I do not at all underrate the severity of the ordeal which lies before us; but I believe our countrymen will show themselves capable of standing up to it, like the brave men of Barcelona, and will be able to stand up to it, and carry on in spite of it, at least as well as any other people in the world. Much will depend upon this
“No subestimo en absoluto la gravedad de la dura experiencia que tenemos por delante, pero creo que nuestros compatriotas serán capaces de hacerle frente, al igual que lo hicieron los valientes ciudadanos de Barcelona, de mantenerse en pie y seguir adelante a pesar de ello; al menos tan bien como cualquier otro pueblo del mundo. Mucho dependerá de esto”
Winston Churchill. Cámara de los Comunes. (18 de junio de 1940).

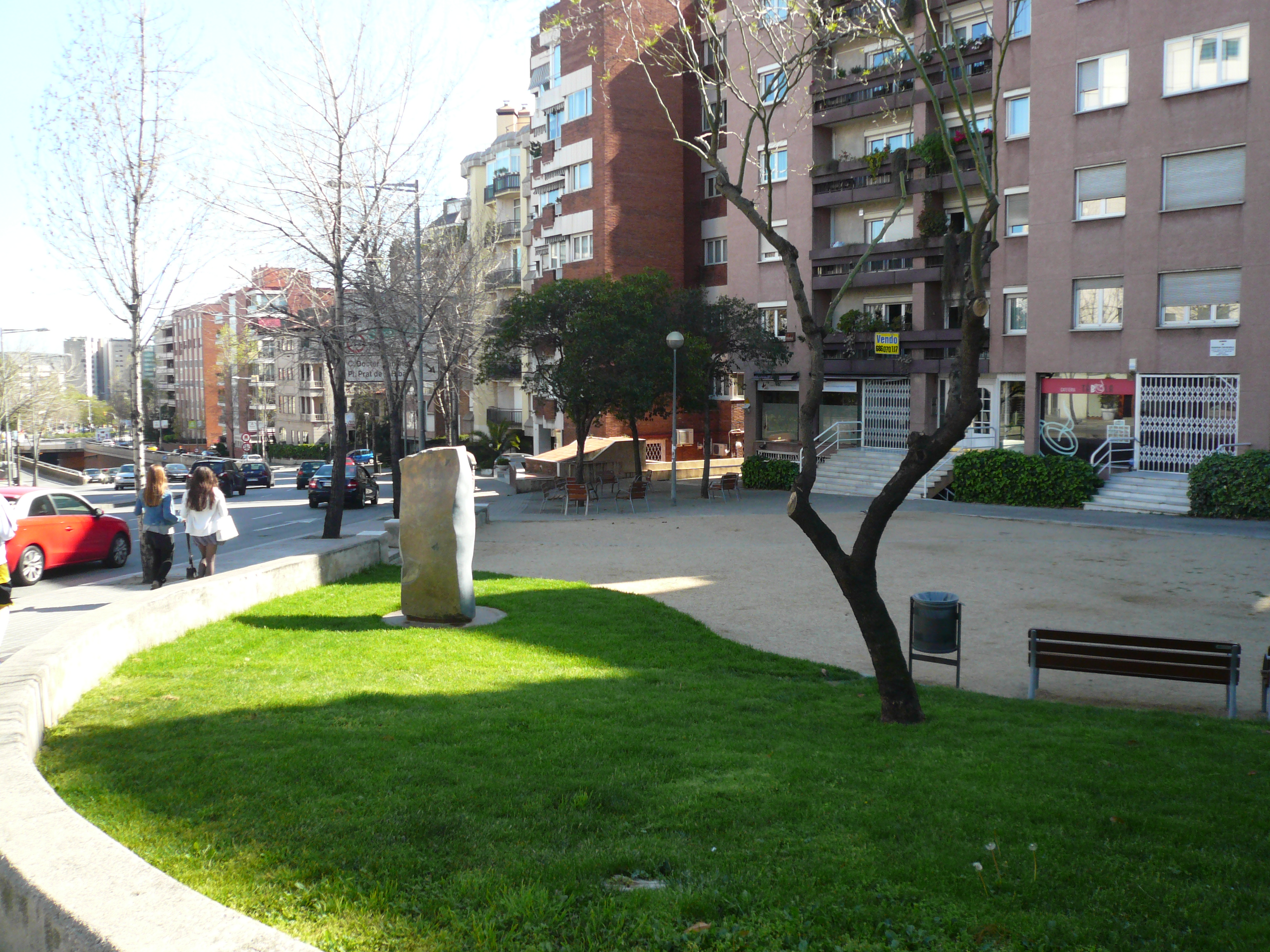
Vista de los jardines, con la escultura en uno de sus extremos.

Por otro lado, sin olvidar su defensa, hasta las últimas consecuencias, de la libertad y la democracia liberal durante el mismo conflicto armado, que quedó tan bien plasmado en su discurso más conocido, "Sangre, sudor y lágrimas", que fue el primero realizado en el cargo, ante también de la Cámara baja del Parlamento británico, 13 de mayo de 1940.
Por consiguiente, durante el acto de inauguración del espacio y del monumento, el 15 de diciembre de 2012, el alcalde Xavier Trias, así lo hizo saber y expresó a los presentes.

## Rechazo y polémica

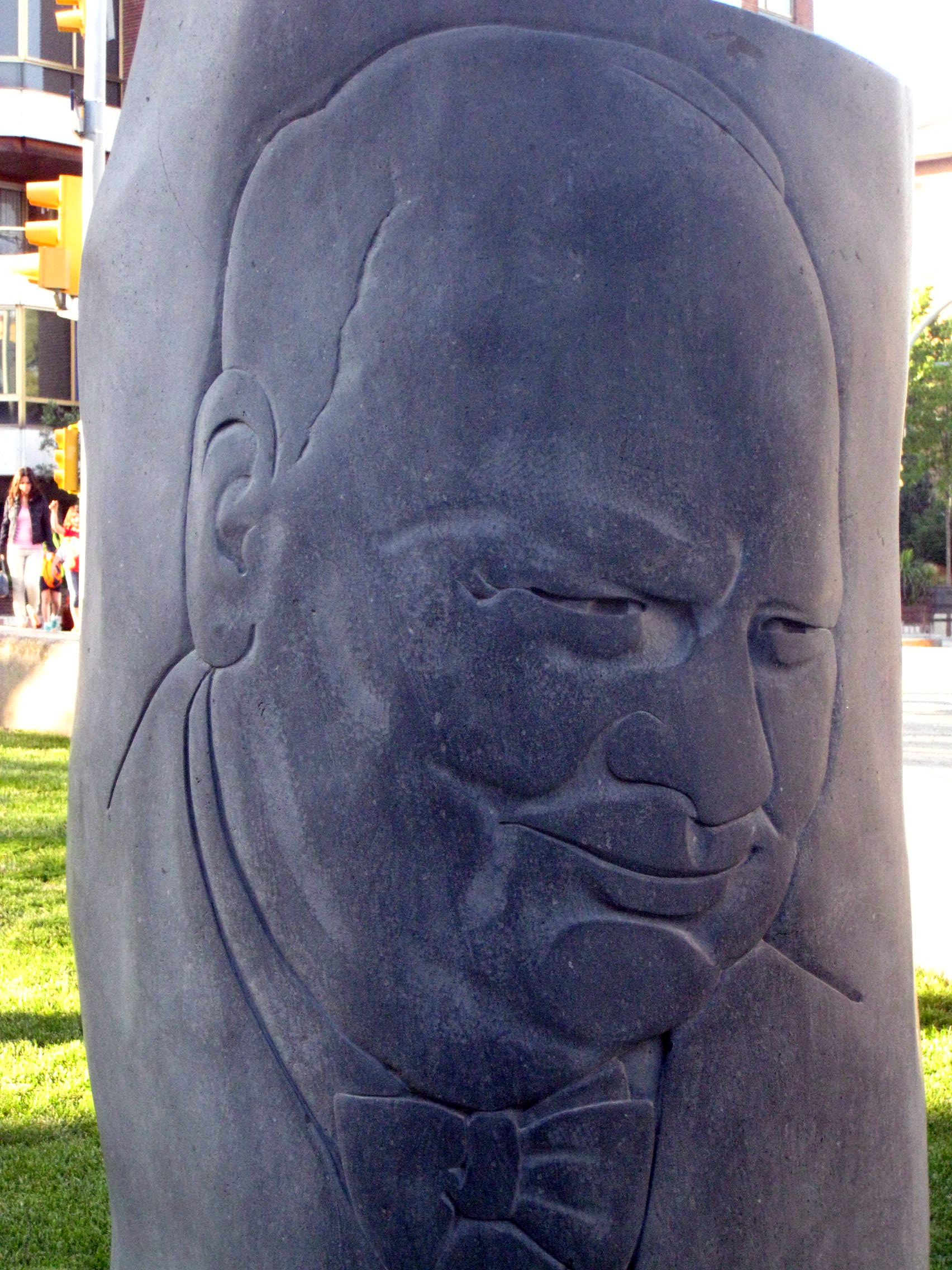
El rostro de Churchill esculpido en la escultura.

A pesar de que la iniciativa tuvo el apoyo unánime de todas las formaciones políticas presentes en el consistorio barcelonés, no evitó generar cierto grado de polémica y rechazo en algunos sectores.
En el ámbito político, la Candidatura de Unidad Popular (CUP), en aquellos momentos sin representación en el municipio ni en el distrito, se posicionó claramente en contra: cuestionando los méritos y esgrimiendo un listado de agravios no tenidos en cuenta.  Al mismo tiempo mostraron su desacuerdo el periodista Lluís Permanyer en un artículo, el 27 de diciembre de 2012, al diario La Vanguardia, en este mismo medio, se publicaron varias cartas al director de lectores tanto conformes como disconformes con la medida adoptada. Otras figuras que se pronunciaron fueran la  escritora y socióloga Eulàlia Solé, a través de un artículo, del 21 de diciembre de 2012, también, en La Vanguardia, indicando una desavenencia absoluta, así como el escritor Víctor Alexandre mostrando su desacuerdo, a pesar de estar satisfecho porque un ciudadano de San Cugat del Vallés fuera el autor de la escultura.
En conjunto, principalmente, las críticas se centraban en la pasividad de Churchill ante la dictadura franquista, favorecieron su consolidación y continuidad, primero durante la guerra civil española, mediante la postura de no intervención en el conflicto, no apoyando el bando republicano, que se concretó con la constitución del Comité de No-intervención, y más tarde, permitiendo la permanencia de la dictadura, por parte de los aliados, finalizada la Segunda Guerra Mundial.
En su momento, por su lado, la Fundació Catalunya Oberta calificó, literalmente, de absurdas las opiniones que ponían en entredicho los reconocimientos a Churchill.